# Alba Caride
Alba Caride Costas (Vigo, Pontevedra, 24 de abril de 1980) es una ex gimnasta rítmica española. Compitió en la selección nacional desde 1994 hasta 2000, participando en 5 europeos, 4 mundiales y en los Juegos Olímpicos de Atlanta 1996, donde alcanzó el puesto 19º. Fue campeona de España individual en categoría de honor en 1997. 

## Biografía deportiva

### Inicios
Residente desde su infancia en Valladolid, se inició en la gimnasia rítmica con 6 años de edad, ingresando en el Club Vallisoletano. Dos de sus entrenadoras fueron las exgimnastas nacionales Sonia Conde y Silvia Yustos. En 1994 fue elergida por Cathy Xaudaró y Consuelo Burgos para formar parte del equipo nacional integrando el conjunto júnior, con el que compitió en mayo de ese año en el Campeonato de Europa de Tesalónica, quedando en 5.ª posición.

### Etapa en la selección nacional

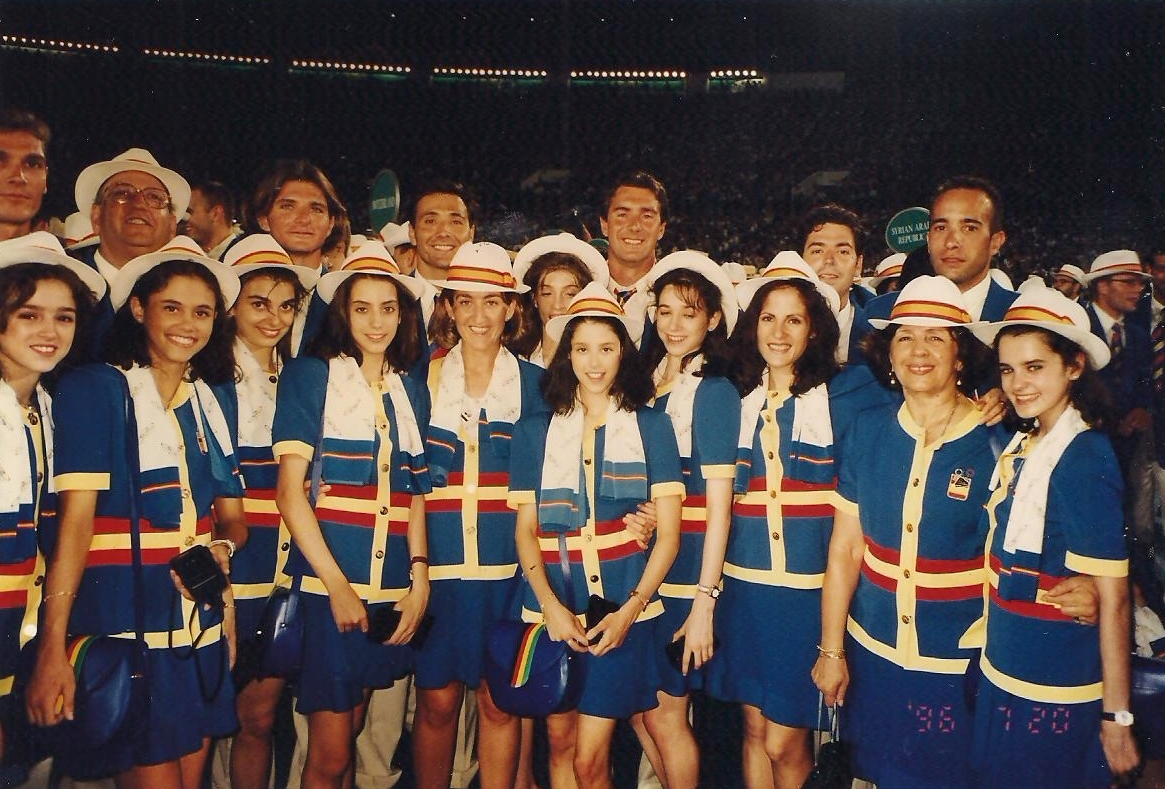
Caride (derecha) en el desfile inaugural de los JJ. OO. de Atlanta 1996.

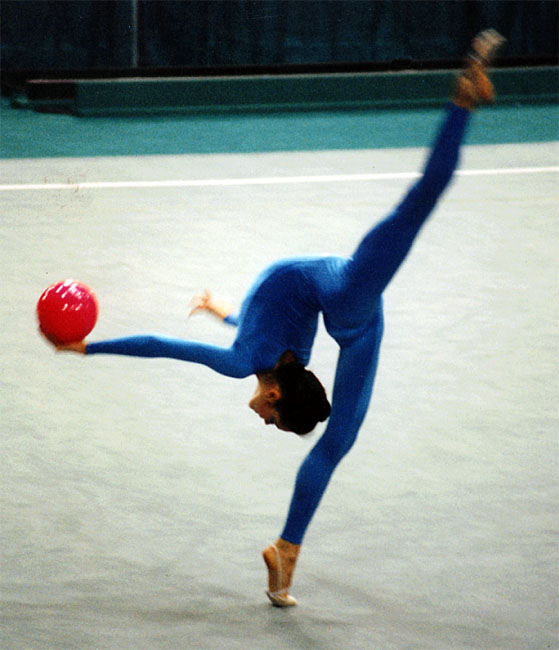
Ejercicio con la pelota en los Juegos Olímpicos de Atlanta.

Ese mismo año 1994, la seleccionadora Emilia Boneva la convocó para formar parte de la selección nacional de gimnasia rítmica de España en categoría sénior a partir del 23 de octubre, pasando a ser gimnasta individual. El equipo se concentraba permanentemente en un chalet en Canillejas (Madrid), entrenando una media de 8 horas diarias en el Gimnasio Moscardó. Allí fue dirigida por la entrenadora de individuales Mar Lozano. Desde entonces representó a España en diversas competiciones internacionales destacadas, entre ellas varios campeonatos mundiales y campeonatos europeos.
En 1995, en su primer mundial, el Campeonato del Mundo de Viena, quedó en puesto 20.º en la general individual, además de lograr junto con Almudena Cid el 5.º puesto por equipos, lo que otorgó a España dos plazas individuales para los Juegos Olímpicos de Atlanta 1996.
En 1996 logró en el Campeonato del Mundo de Budapest su mejor posición individual en un mundial, al acabar 6.ª en la final de cinta. Ese mismo año participó en sus primeras y únicas Olimpiadas, los Juegos Olímpicos de Atlanta, en los que representó a la gimnasia rítmica española junto con el conjunto nacional y la también individual Almudena Cid. Caride llegó al 11.º puesto durante los preliminares, lo que le permitió clasificarse para las semifinales, en las que ocupó finalmente la posición 19.ª.
En 1997 empezó a ser entrenada en la selección por Ana Bautista, quien permanecería con ella todo el ciclo olímpico. Ese mismo año logró proclamarse, por primera y única vez en su carrera, campeona de España en categoría de honor, siendo además ese año el campeonato de España en Valladolid. En la misma competición consiguió también el oro en aro, mazas y cinta, y el bronce en cuerda. Ese mismo año ocupó la 13.ª plaza en la general del campeonato Europeo de Patras, y en el Campeonato Mundial de Berlín fue 7.ª por equipos y 17.ª en la calificación del concurso general individual, aunque no pudo disputar la final por una lesión.

### Retirada de la gimnasia
En julio de 2000, tras disputar el Campeonato Europeo en Zaragoza y el Campeonato de España Individual en Córdoba, abandonó finalmente la selección nacional, regresando a Valladolid para recuperarse de una lesión que llevaba tiempo arrastrando. Tras su retirada fue entrenadora de gimnasia rítmica, llegando a entrenar en el Club Gimnasia Rítmica Pincias de Valladolid. El 23 de julio de 2016 fue una de las figuras destacadas de la gimnasia rítmica española invitadas a la Gala 20.º Aniversario de la Medalla de Oro en Atlanta '96, celebrada en Badajoz.
El 16 de noviembre de 2019, con motivo del fallecimiento de Emilia Boneva, unas 70 exgimnastas nacionales, entre ellas Alba, se reunieron en el tapiz para rendirle tributo durante el Euskalgym. El evento tuvo lugar ante 8.500 asistentes en el Bilbao Exhibition Centre de Baracaldo y fue seguido además de una cena homenaje en su honor. En la actualidad, Alba sigue viviendo en Valladolid.

## En la cultura popular
Entre otras apariciones en la cultura popular, Alba ha servido de base para el personaje de Laura, que aparece en la serie de cuentos infantiles Olympia (2014), escritos por Almudena Cid e ilustrados por Montse Martín. Asimismo, el relato de la vida de las gimnastas en la concentración nacional durante los primeros años en activo de Alba está presente en la autobiografía novelada Lágrimas por una medalla (2008), escrita por Tania Lamarca y Cristina Gallo. Una reseña de su carrera aparece en el libro La aventura olímpica vallisoletana (2016) de José Miguel Ortega.

## Equipamientos
| Período      | Proveedor  |
| ------------ | ---------- |
| 1995 - 2000  | Arena      |
| 1996 (JJ.OO) | John Smith |

## Música de los ejercicios
| Año         | Aparatos                                                                                     | Música |
| ----------- | -------------------------------------------------------------------------------------------- | --- |
| 1995 - 1996 | Cinta                                                                                        | «Roxy Loses» y «Main Theme», de la banda sonora de la película Basic Instinct de Paul Verhoeven, compuesta por Jerry Goldsmith.   |
| 1995        | Pelota                                                                                       | Serenade de Franz Schubert. |
| 1995        | Mazas                                                                                        | «Chica ye ye», compuesta por Augusto Algueró.                                                                                     |
| 1996        | Mazas                                                                                        | «Armour Piercing Bullets», tema de la banda sonora de la película Lethal Weapon 3 de Richard Donner, compuesta por Michael Kamen. |
| 1997        | Cinta                                                                                        | Banda sonora de Speed, compuesta por Mark Mancina.                                                                                |
| 1997        | Aro                                                                                          | «Burning Secret» de Hans Zimmer.                                                                                                  |
| 1997        | Cuerda                                                                                       | «Querencia». |
| 1998 - 2000 | Cinta                                                                                        | «La flor de la mañana» de Presuntos implicados.                                                                                   |
| 1999        | Cuerda                                                                                       | Tocata y fuga en re menor, BWV 565, compuesta por Johann Sebastian Bach.                                                          |
| 1999 - 2000 | Pelota                                                                                       | «Poème» de Secret Garden. |
| 1999        | Ejercicio de exhibición (Manos libres) junto a Almudena Cid, Esther Domínguez y Adassa Ramos | Tema flamenco «Si te vas». |
| 2000        | Cuerda                                                                                       | «Scena Pojavljivanja Majke» de Goran Bregović y «The Gate» de Budi Siebert.                                                       |

## Palmarés deportivo

### A nivel de club
| 1993 - Campeonato de España Individual «B» en Valencia Bronce en concurso general (categoría júnior) 1994 - Campeonato de España Individual «A» en Valladolid Bronce en concurso general (categoría júnior) 1995 - Campeonato de España Individual en Alicante 4.º puesto en concurso general (categoría de honor) Plata en cuerda Plata en pelota Bronce en mazas Plata en cinta 1996 - Campeonato de España Individual en Tenerife Plata en concurso general (categoría de honor) Plata en cuerda Plata en pelota Plata en mazas Plata en cinta 1997 - Copa de España en Palencia Plata en concurso general - Campeonato de España Individual en Valladolid Oro en concurso general (categoría de honor) Bronce en cuerda Oro en aro Oro en mazas Oro en cinta | 1998 - Campeonato de España Individual en Reus Plata en concurso general (categoría de honor) Plata en cuerda Plata en aro Plata en mazas Plata en cinta 1999 - Campeonato de España Individual en Leganés Bronce en concurso general (categoría de honor) Bronce en cuerda Bronce en aro Plata en pelota Bronce en cinta 2000 - Campeonato de España Individual en Córdoba Bronce en concurso general (categoría de honor) Bronce en cuerda 4.º puesto en aro Bronce en pelota Bronce en cinta |

### Selección española
| 1994 - Campeonato de Europa de Tesalónica 5.º puesto en final (5 pelotas) 1995 - Alfred Vogel Cup 12.º puesto en concurso general - Campeonato del Mundo de Viena 5.º puesto por equipos 20.º puesto en concurso general 1996 - Kalamata Cup 13.º puesto en concurso general - Torneo Internacional de Spoleto 7.º puesto en concurso general - Happy Rhythmic Days 4.º puesto en concurso general 7.º en cuerda 7.º en pelota 6.º en mazas 4.º en cinta - Hungarian Cup 6.º puesto en concurso general - Julieta Shishmanova Cup 4.º puesto en concurso general - Torneo Internacional de Corbeil 6.º puesto por equipos 17.º puesto en concurso general - Campeonato de Europa de Asker/Oslo 5.º puesto por equipos 15.º puesto en concurso general - Campeonato del Mundo de Budapest 6.º puesto en cinta - Juegos Olímpicos de Atlanta 1996 11.º puesto en preliminares 19.º puesto en semifinal - Epson Cup 10.º puesto en concurso general 1997 - European Gymnastics Masters (Euromasters) 6.º puesto en concurso general - Torneo Internacional de Corbeil 4.º puesto por equipos 15.º puesto en concurso general - Campeonato de Europa de Patras 13.º puesto en concurso general - Campeonato del Mundo de Berlín 7.º puesto por equipos 17.º puesto en concurso general (calificación)* | 1998 - Torneo Internacional de Portimão 5.º puesto en concurso general Plata en aro Bronce en mazas Plata en cinta - Julieta Shishmanova Cup Plata en cinta - Campeonato de Europa de Oporto 5.º puesto por equipos - Torneo Abierto «Costa Daurada» de Reus Bronce en concurso general Bronce en cuerda Bronce en aro Bronce en mazas Bronce en cinta 1999 - Torneo Internacional de Portimão Oro por equipos Oro en concurso general Oro en cuerda Plata en aro Plata en pelota Plata en cinta - Torneo Internacional de Prato 4.º puesto en concurso general - Campeonato del Mundo de Osaka 5.º puesto por equipos 26º puesto en concurso general 2000 - Torneo Internacional de Madeira Plata en concurso general Plata en cuerda Plata en aro Oro en pelota Oro en cinta - Grand Prix de Thiais 21..eɽ puesto en concurso general - Grand Prix de Karlsruhe 15.º puesto en concurso general - Torneo Internacional de Prato 10.º puesto en concurso general 8.º puesto en cuerda - Campeonato de Europa de Zaragoza 4.º puesto por equipos |

*Una lesión le impidió competir en la final de este campeonato

## Premios, reconocimientos y distinciones
- Junco de Oro al mejor deportista, otorgado por el Ayuntamiento de Laguna de Duero[9]
- Homenajeada en la XX Gala del Deporte de los Premios Junco de Oro de Laguna de Duero (2011)[10]

### Otros honores
- Obsequio de una réplica del Ayuntamiento de Valladolid, junto a varios olímpicos vallisoletanos, durante la presentación del libro La aventura olímpica vallisoletana de José Miguel Ortega, el 17 de octubre de 2016 en Valladolid.[7]

## Filmografía

### Programas de televisión
| Programas de televisión | Programas de televisión | Programas de televisión | Programas de televisión |
| Año                     | Título                  | Cadena                  | Notas                   |
| ----------------------- | ----------------------- | ----------------------- | ----------------------- |
| 1999                    | Escuela del deporte     | La 2 de TVE             | Aparición en reportaje  |

### Publicidad
- Dos anuncios de Cola Cao (1996). Aparición junto al resto del equipo en dos spots televisivos para Cola Cao, entonces patrocinador del Programa ADO.
- Anuncio de Campofrío (1996). Aparición junto al resto de la selección española en anuncio de televisión de la empresa cárnica, entonces patrocinador de la Federación.